# Mountainview Ridge
Mountainview Ridge ist ein sanfter und verschneiter Gebirgszug im westantarktischen Ellsworthland. Er bildet den südöstlichen Ausläufer der Sentinel Range des Ellsworthgebirges.
Die geologische Mannschaft der University of Minnesota, die das Gebiet bei einer von 1963 bis 1964 dauernden Expedition erkundete, benannte ihn nach der sich von hier bietenden spektakulären Aussicht auf diverse hohe Gipfel der Sentinel Range.